# Mongolia ai Giochi olimpici
La Mongolia ha partecipato per la prima volta ai Giochi olimpici nel 1964.
Gli atleti mongoli hanno vinto 30 medaglie ai Giochi olimpici estivi, mentre non ne hanno mai vinta alcuna ai Giochi olimpici invernali. La Mongolia vinse la sua prima medaglia d'oro nel Judo, con Naidangiin Tüvshinbayar a Pechino 2008.
Il Comitato Olimpico Nazionale Mongolo, creato nel 1956, venne riconosciuto dal CIO nel 1962.

## Medaglieri

### Medaglie alle Olimpiadi estive
| Giochi                 | Oro              | Argento          | Bronzo           | Totale           |
| ---------------------- | ---------------- | ---------------- | ---------------- | ---------------- |
| 1964 Tokyo             | 0                | 0                | 0                | 0                |
| 1968 Città del Messico | 0                | 1                | 3                | 4                |
| 1972 Monaco            | 0                | 1                | 0                | 1                |
| 1976 Montreal          | 0                | 1                | 0                | 1                |
| 1980 Mosca             | 0                | 2                | 2                | 4                |
| 1984 Los Angeles       | non partecipante | non partecipante | non partecipante | non partecipante |
| 1988 Seul              | 0                | 0                | 1                | 1                |
| 1992 Barcellona        | 0                | 0                | 2                | 2                |
| 1996 Atlanta           | 0                | 0                | 1                | 1                |
| 2000 Sydney            | 0                | 0                | 0                | 0                |
| 2004 Atene             | 0                | 0                | 1                | 1                |
| 2008 Pechino           | 2                | 2                | 0                | 4                |
| 2012 Londra            | 0                | 2                | 3                | 5                |
| 2016 Rio de Janeiro    | 0                | 1                | 1                | 2                |
| 2020 Tokyo             | 0                | 1                | 3                | 4                |
| 2024 Parigi            | 0                | 1                | 0                | 1                |
| Totale                 | 2                | 12               | 17               | 31               |

### Medaglie alle Olimpiadi invernali
| Giochi              | Oro | Argento | Bronzo | Totale |
| ------------------- | --- | ------- | ------ | ------ |
| 1984 Sarajevo       | 0   | 0       | 0      | 0      |
| 1988 Calgary        | 0   | 0       | 0      | 0      |
| 1992 Albertville    | 0   | 0       | 0      | 0      |
| 1994 Lillehammer    | 0   | 0       | 0      | 0      |
| 1998 Nagano         | 0   | 0       | 0      | 0      |
| 2002 Salt Lake City | 0   | 0       | 0      | 0      |
| 2006 Torino         | 0   | 0       | 0      | 0      |
| 2010 Vancouver      | 0   | 0       | 0      | 0      |
| 2014 Sochi          | 0   | 0       | 0      | 0      |
| 2018 Pyeongchang    | 0   | 0       | 0      | 0      |
| 2022 Pechino        | 0   | 0       | 0      | 0      |
| Totale              | 0   | 0       | 0      | 0      |